# Иван Иконописов – Бебето

Иван Пенчев Иконописов (Бебето) е български спортист - плувец и ватерполист.

## Биография
Иван Иконописов е роден на 23 септември 1933 г. в град Ловеч. Като ученик системно се занимава с плуване и водна топка. Завършва Пълно средно смесено училище „Христо Кърпачев“ (Ловеч) (1952).
Продължава със спортна кариера в ЦСКА. Заслужил майстор на спорта по плуване. Осем пъти плувец на годината на България, десет години абсолютен шампион и рекордьор в стил „бътерфлай“ и още четири дисциплини. Ненадминат шампион на България в дисциплината 200 м бътерфлай в десет поредни национални първенства от 1960 до 1969 г. На 100 м бътерфлай е пет пъти републикански шампион. С над 40 участия в международни състезания с националния отбор по плуване. Носител на 35 републикански шампионски титли. Има 27 поправки на републиканските рекорди по плуване. Майстор на спорта по водна топка, с над 50 участия в международни състезания с националния отбор и 11 шампионски титли. В листата на най-добрите български спортисти за 1956 г.; играч-ватерполист на ХХ век на Република България. Капитан на КВТ ЦСКА и Националния отбор по водна топка на България повече от десет години.
През 1971 г. емигрира в ГФР. Женен е и заедно със съпругата си Таня имат дъщеря Боряна, която завършва медицина и е лекар в Мюнхен. Пенсионира се като учител по физкултура и живее в баварския град Улм. Голяма част от свободното си време прекарва с любимите си две внучета в Халкидики (Гърция).

## Награди
- Избран в отбора на века по водна топка, в който са включени двама вратари и 12 играчи, оповестени от федерацията по азбучен ред (2001).
- „Почетен знак на Столична община“ (2004).